# Louie Psihoyos

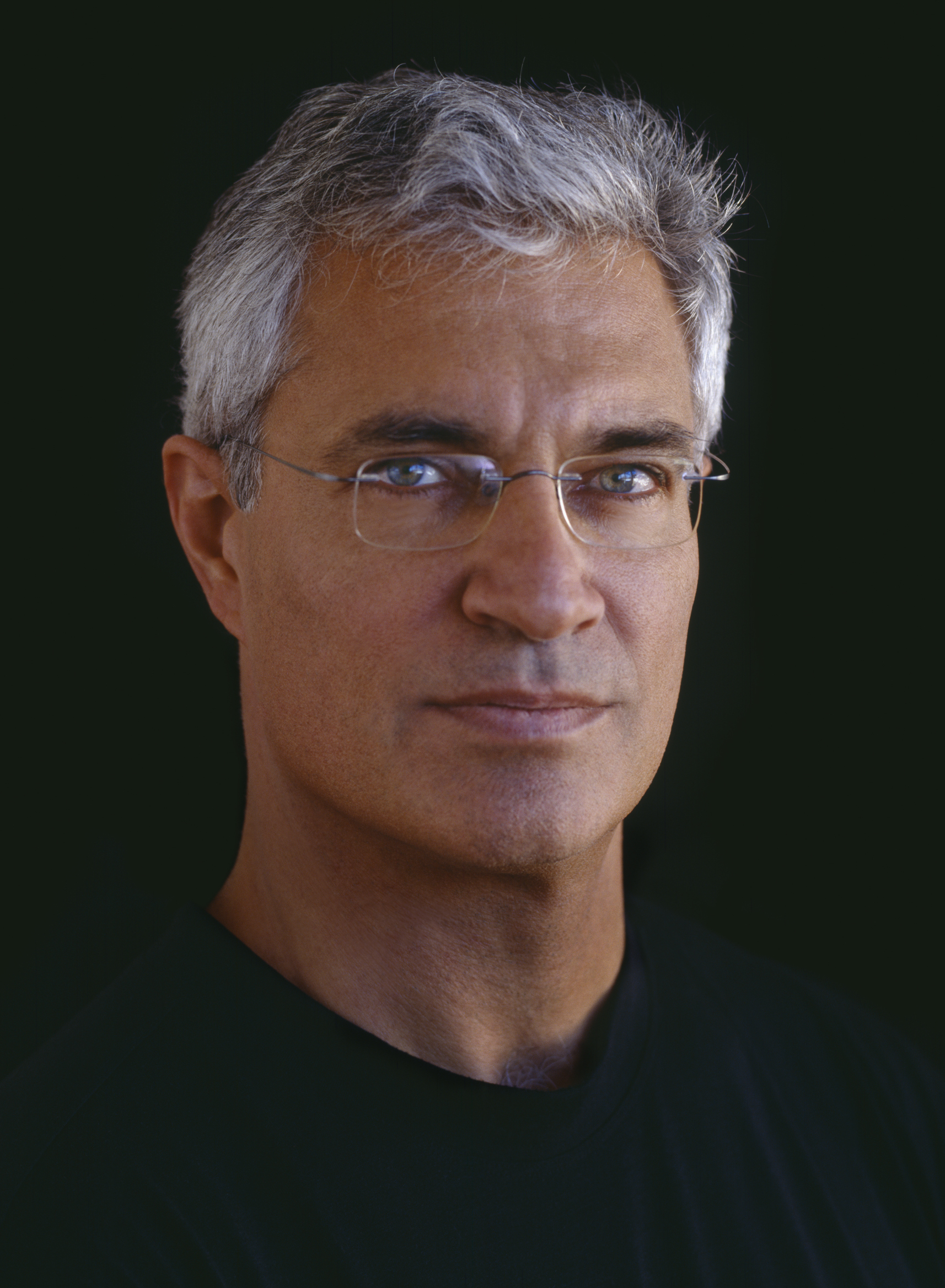
Louie Psihoyos in 2020

Louis (Louie) Psihoyos (Dubuque, 15 april 1957) is een Amerikaans fotograaf en regisseur van documentaires bekend om zijn fotografie en bijdragen aan de National Geographic. Psihoyos is een gelicenseerd SCUBA-duiker en is steeds meer betrokken met het brengen van bewustzijn over het onderwaterleven. In 2009 regisseerde hij en verscheen hij in de documentaire The Cove, die een Academy Award voor Beste Documentaire won.

## Eerdere leven
Psihoyos werd geboren in Dubuque Iowa in 1957, als zoon van een Griekse immigrant die communistische bezetting van de regio Peloponnesos in de buurt Sparta ontvluchtte na de Tweede Wereldoorlog. Psihoyos had interesse in de fotografie op de leeftijd van veertien. Als tiener werkte hij als fotografiestagiair met de Telegraph Herald. In die tijd werkte hij ook op de set van F.I.S.T.. Psihoyos woonde colleges aan de Universiteit van Missouri bij met als hoofdvak de fotojournalistiek. In 1980, op de leeftijd van drieëntwintig, werd hij ingehuurd door National Geographic en bleef zeventien jaar voor het tijdschrift werken. Gedurende deze tijd trouwde hij en kreeg hij twee kinderen. Hij ontving meerdere onderscheidingen voor zijn fotografie, waaronder de eerste plaats in de World Press Contest en de Hearst Award. Daarnaast heeft hij gewerkt voor tijdschriften zoals Smithsonian, Discover, GEO, Time, Newsweek, New York Times Magazine, New York Magazine, Sports Illustrated, en Rock and Ice.
Psihoyos schreef het boek "Hunting Dinosaurs" en verzorgde de foto's met vriend en medewerker John Knoebber. Het werd gepubliceerd in 1994.

## Huidige werkzaamheden
In 2005 was Psihoyos de medeoprichter van de non-profitorganisatie Oceanic Preservation Society (OPS). Het doel van de organisatie is om het publiek te informeren over wat er gebeurt met 70% van de Aarde (de oceanen) en om particulieren te bevorderen een verschil te maken, zodat de toekomstige generaties een verrijkte omgeving zullen hebben en niet een afnemende.

### The Cove
Samen met Ric O'Barry, Jim Clark en een team van speciaal geselecteerde bemanningsleden, filmde Psihoyos de feature-length documentaire The Cove. De film werd uitgebracht in 2009 en heeft tot doel wereldwijd aandacht te vragen voor de jaarlijkse dolfijnenslachting in Taiji (Japan). Ze krijgen geen toestemming van de Japanse regering en waren zodoende genoodzaakt om tot het uiterste te gaan om beeldmateriaal te verkrijgen, waarbij ze gebruikgemaakt hebben van uitrusting en tactieken die nog nooit eerder gebruikt waren in een documentairefilm. De film benoemt ook de Internationale Walvisvaartcommissie (IWC) en de IWC's weigering om kleine walvisachtigen te beschermen, zoals dolfijnen, voornamelijk als gevolg van de invloed van Japan op de commissie. Bovendien erkent The Cove het risico van kwikvergiftiging voor mensen die dolfijnenvlees consumeren, terwijl het documenteert over de Japanse regering die dolfijnenvlees distribueert naar Japanse schoolkinderen. Op 7 maart 2010 won The Cove de Academy Award voor Beste Documentaire tijdens de 82ste Oscaruitreiking. Naast het winnen van een Oscar, was The Cove ook genomineerd voor awards op meerdere festivals met inbegrip van Hot Docs, Sundance Film Festival, Toronto Film Festival en Sheffield Doc/Fest.